# San Salvador de Cantamuda

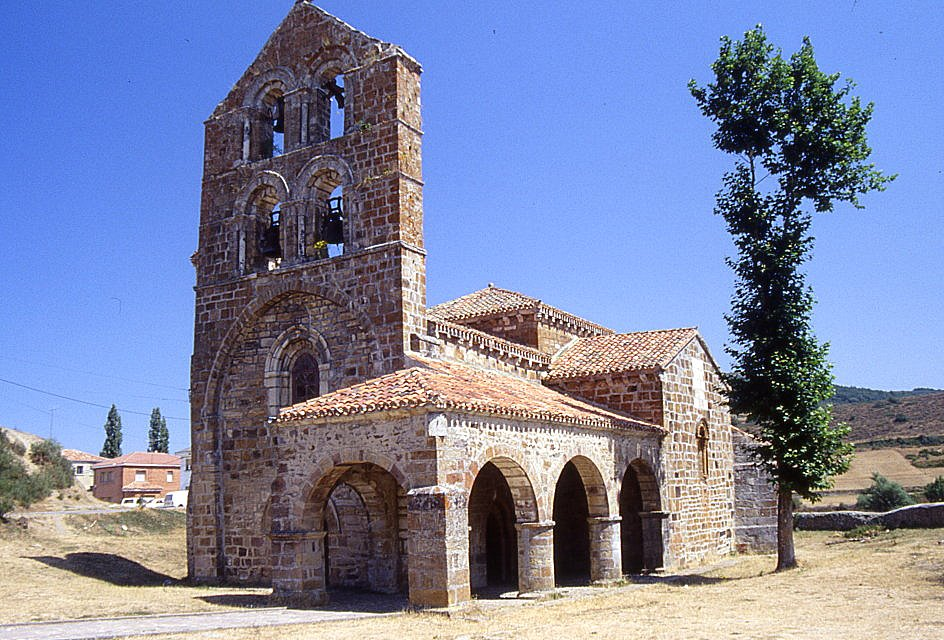
Ehemalige Kollegiatkirche San Salvador de Cantamuda

Die Kirche San Salvador de Cantamuda ist einer der eindrucksvollsten Bauten der Romanik im Norden Spaniens.

## Lage
Die ehemalige Kollegiatkirche San Salvador de Cantamuda befindet sich auf dem Gemeindegebiet (municipio) von La Pernía im Norden der kastilischen Provinz Palencia in der Autonomen Region Kastilien-León. Sie liegt in der Nähe des Quellgebietes des Río Pisuerga in einer Höhe von knapp 1200 Metern ü. d. M. Die nächstgelegene größere Stadt, Aguilar de Campoo, befindet sich etwa 43 Kilometer südöstlich.

## Geschichte
Der ursprüngliche Kirchenbau geht auf eine bereits im 11. Jahrhundert getätigte Stiftung der Gräfin Doña María Elvira, der Gemahlin des Grafen Rodrigo Guntis und Nichte Ferdinands I. von León zurück, die hier auch bestattet ist. Der heutige Bau entstand jedoch erst im ausgehenden 12. Jahrhundert, als König Alfons VIII. von Kastilien die Grafschaft Pernía schuf. Die Kirche wurde um das Jahr 1200 fertiggestellt.

## Architektur

### Außenbau

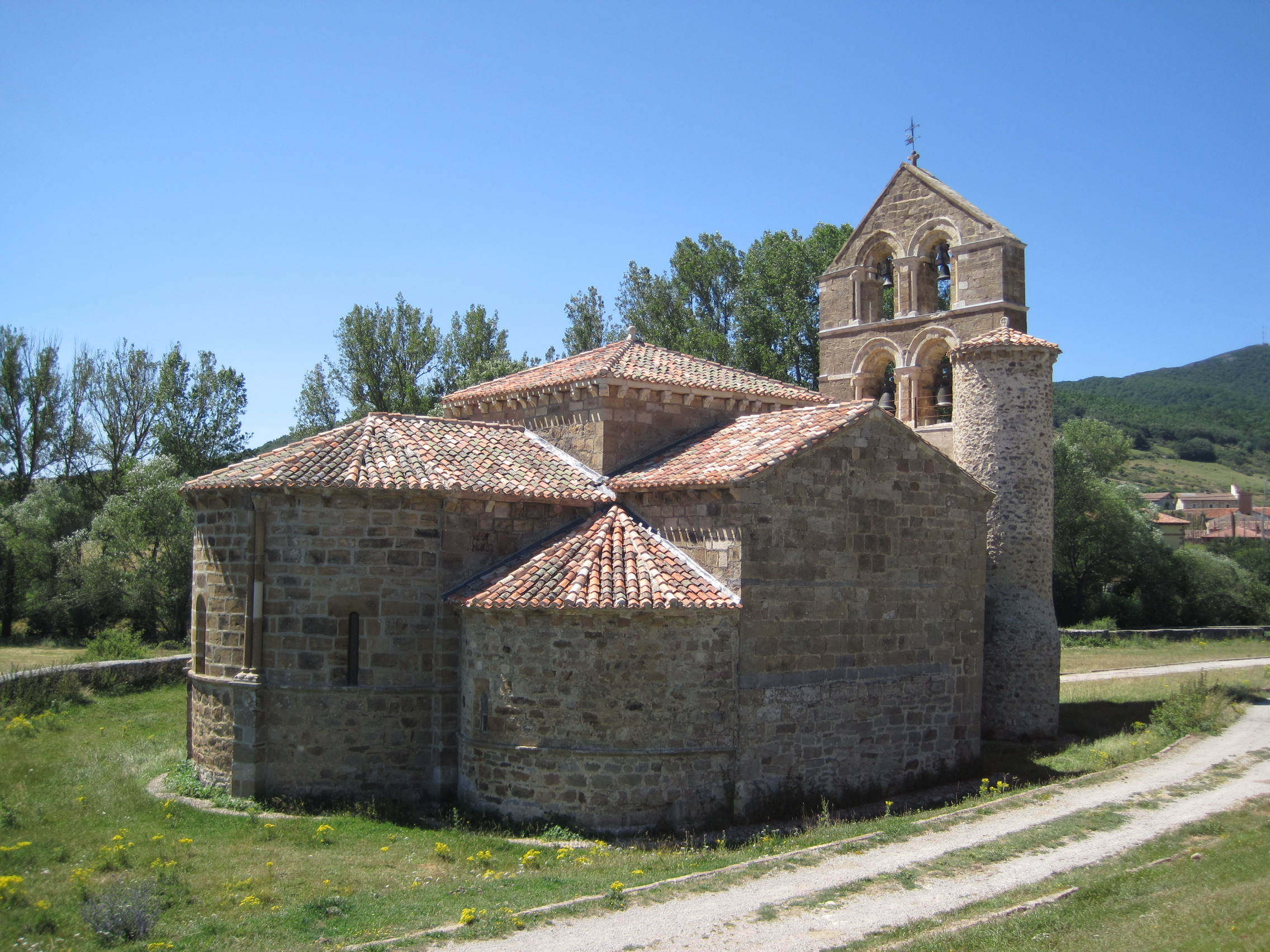
Ansicht von Nordosten

Der Kirchenbau ist – mit Ausnahme des aus Bruchsteinen errichteten Treppenturms – aus weitgehend exakt behauenen Natursteinen errichtet. Er besteht aus einem Langhaus mit anschließendem Querhaus mit drei Apsiden, von denen die beiden kleineren seitlichen jeweils nur durch ein schmales Fenster belichtet werden, während die durch ein Chorjoch nach Osten verlängerte Mittelapsis über drei Fenster verfügt und außerdem durch kurze Strebepfeiler mit aufgesetzten Doppelsäulen gegliedert ist. Der gedrungen wirkende Vierungsturm erhebt sich kaum über die Dächer der übrigen Bauteile. Die Kirche wird dominiert von einem zweigeschossigen Glockengiebel (espadaña) über der Westfassade, dessen vier Öffnungen von eingestellten Säulchen begleitet sind, und einem – später hinzugefügten – Portikus (galería) auf der Südseite. Sowohl in der von einem großen Blendbogen überfangenen Westfassade als auch innerhalb des Portikus befindet sich je ein weitgehend dekorloses Archivoltenportal.

### Inneres
Das kurze tonnengewölbte Langhaus ist nur einschiffig; links und rechts der Vierung schließen sich zwei Querhausarme an. Die Mittelapsis ist durch ein Chorjoch nach Osten verlängert und mit einem ungewöhnlichen unprofilierten Rippengewölbe bedeckt; die drei Fenster sind von eingestellten Säulchen gerahmt. Bei den beiden Apsiskalotten der Seitenapsiden fehlen die Rippenunterzüge.

### Ausstattung
Von ganz außergewöhnlicher Machart ist der auf sieben massiven Säulenstümpfen mit mächtigen Kapitellen ruhende Altar. Sowohl die monolithischen Säulenschäfte als auch die Kapitelle sind reich mit geometrischen bzw. vegetabilischen und Flechtband-Motiven verziert.

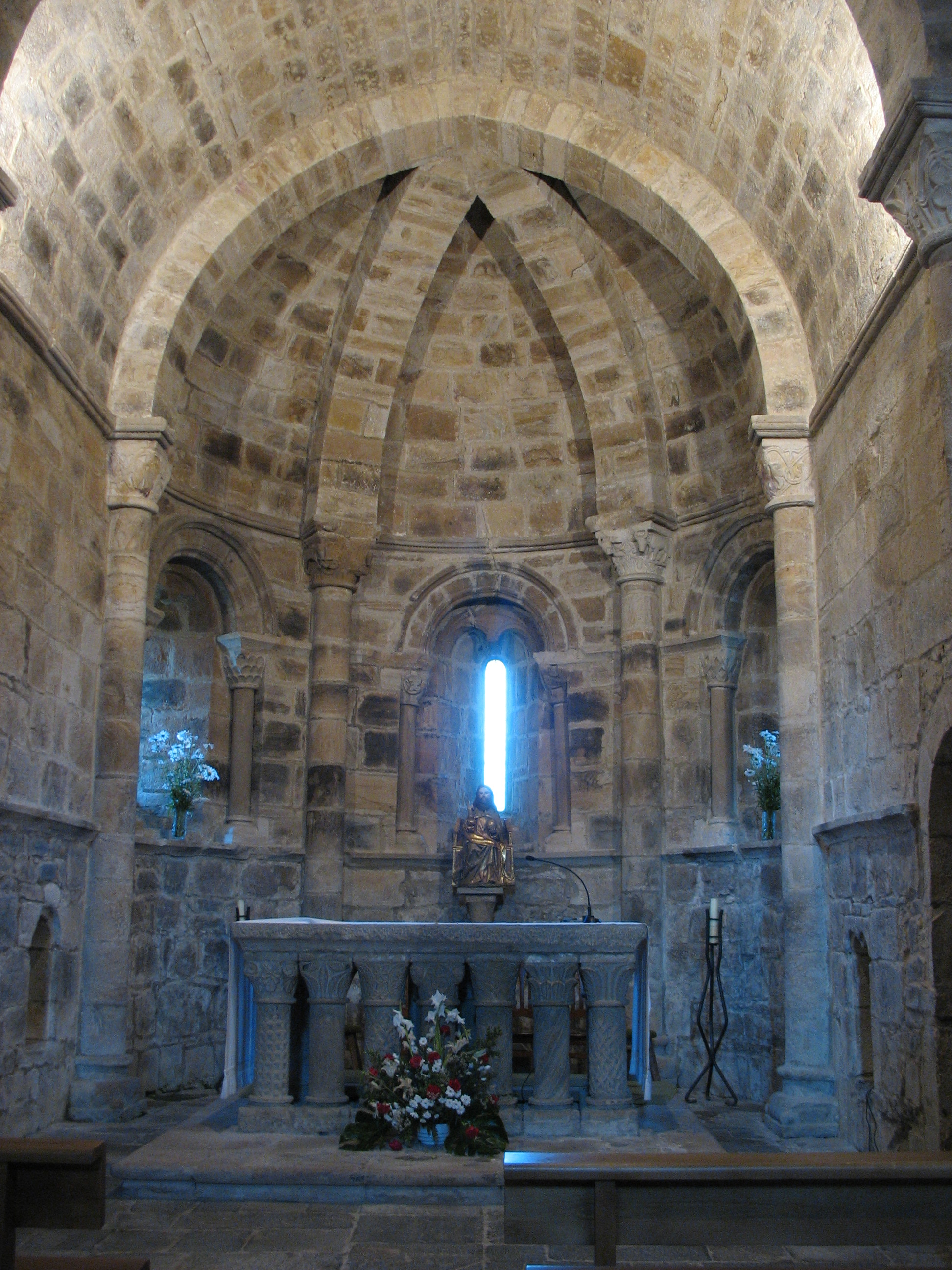
Mittelapsis
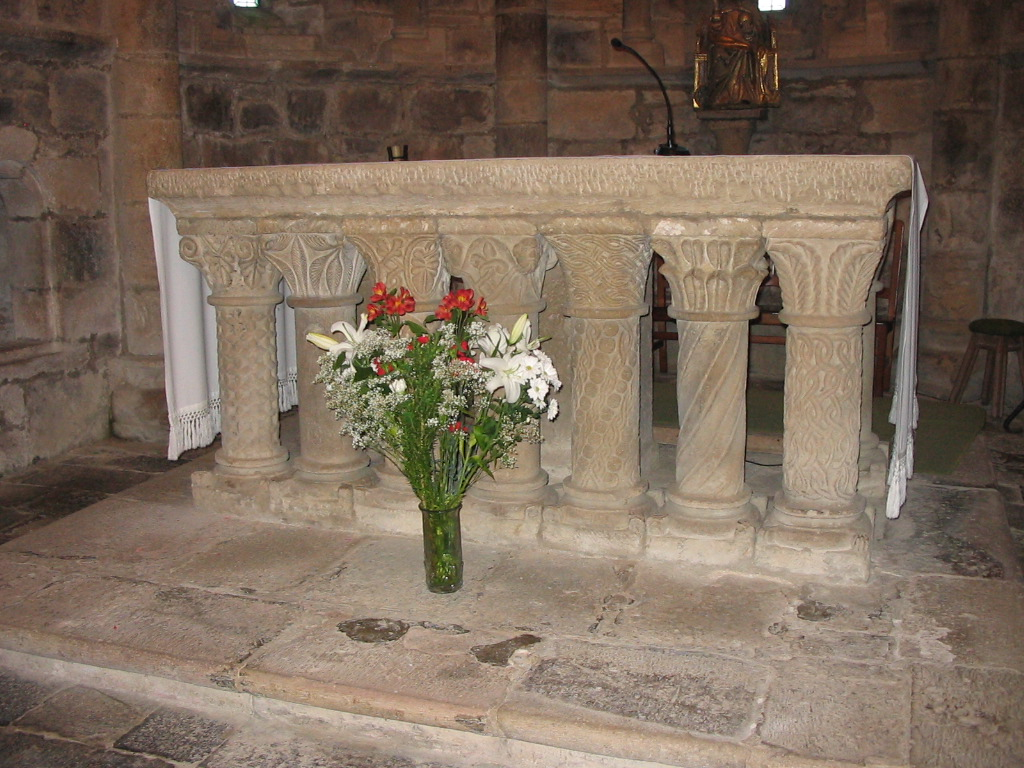
Altar
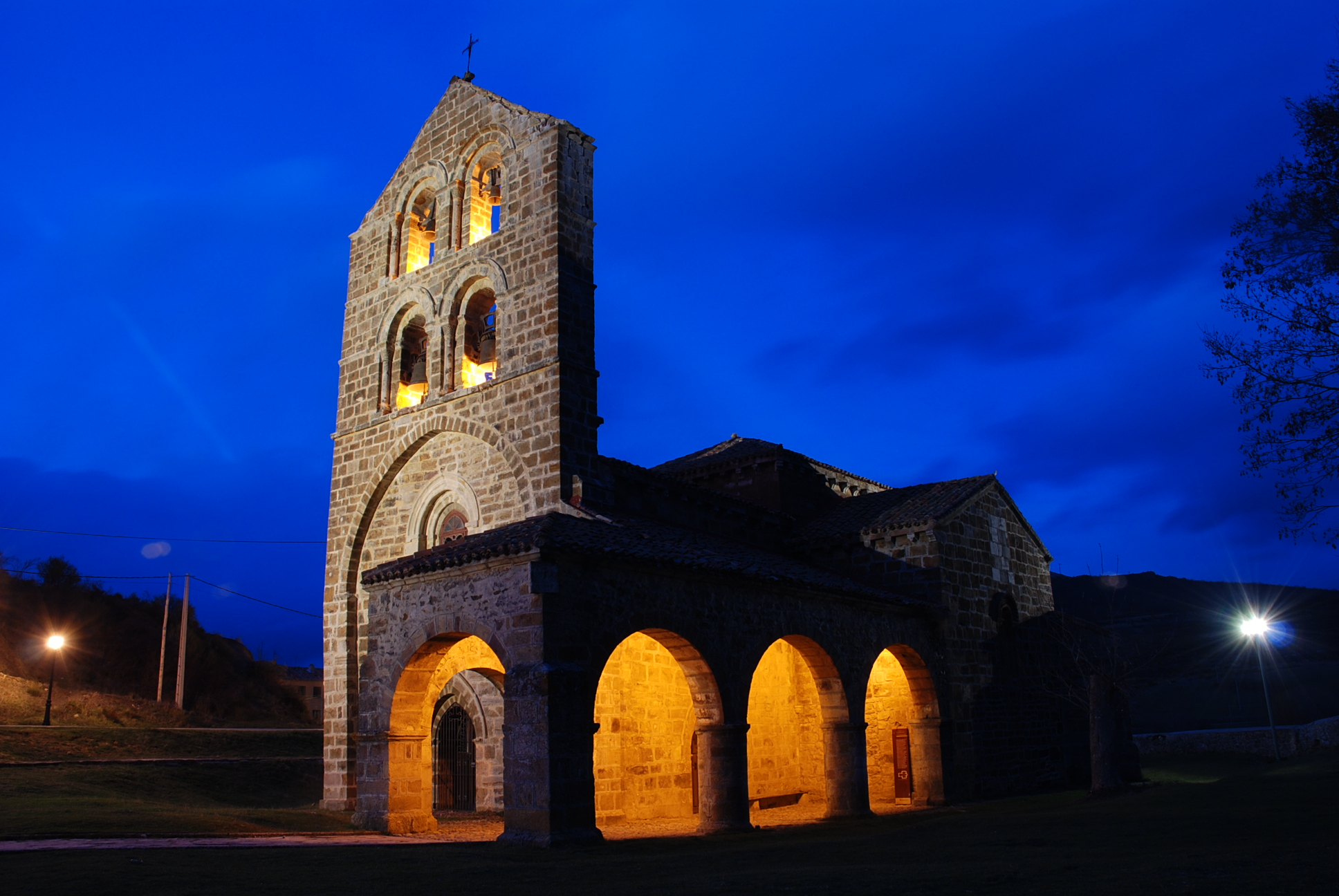
Ansicht am Abend